# Halbstrauch
Der Halbstrauch (lat. Suffrutex) ist eine ausdauernde Pflanze, die unten verholzt, deren Zweige der aktuellen Vegetationsperiode hingegen nicht verholzt sind.  Er steht in seinen Eigenschaften zwischen krautiger Pflanze und Strauch. Die nicht verholzten Pflanzenteile sterben bei laubabwerfenden Arten am Ende der Vegetationsperiode ab; der Neuaustrieb zu Beginn der Vegetationsperiode erfolgt dann aus den verholzten Pflanzenteilen. Blüten und Früchte werden meist an den einjährigen Trieben gebildet.
Gewächse, die zu den Halbsträuchern zählen:
- Bittersüßer Nachtschatten
- Bartblume
- Buschmalve
- Bohnenkraut
- Buchs-Kreuzblume
- Currykraut
- Eberraute
- Echter Thymian
- Europäische Bleiwurz
- Färberginster
- Felsen-Steinkraut
- Fingerstrauch
- Gartensalbei
- Gazania
- Glockenrebe
- Glockenheide
- Heidekrautartige
- Hortensien, verschiedene Arten
- Kapmalve
- Kapmargerite
- Kapkörbchen
- Katzenpfötchen
- Lavendel
- Löwenohr
- Moosglöckchen
- Pantoffelblume
- Purpurglöckchen
- Rosmarinheide
- Riesenhibiskus
- Rosmarin
- Schleifenblume
- Säckelblume
- Schneeheide
- Silberblatt
- Strauchmargerite
- Südseemyrte
- Thymian
- Vanilleblume
- Veilchenstrauch
- Weißbeerige Mistel
- Ysop
- Zigarettenblümchen
- Zistrose